# Thomas J. Sargent
Thomas John Sargent (* 19. červenec 1943) je americký ekonom. Specializuje se na oblast makroekonomie, teorie peněz a ekonometrie (zejména na problém časových řad). Od roku 2002 je profesorem na New York University. Roku 2011 získal za své příspěvky k makroekonomii Nobelovu cenu (spolu s Christopherem A. Simsem). Jeho nejoceňovanějším příspěvkem je rozvíjení teorie racionálních očekávání, především za pomoci statistických nástrojů. Ve veřejné debatě na sebe upozornil zejména srovnáváním evropské a americké ekonomiky.

## Dílo
- Macroeconomic Theory (1979)
- Rational Expectations and Econometric Practice (1981)
- Dynamic Macroeconomic Theory (1987)
- Recursive Macroeconomic Theory (2000)
- The Big Problem of Small Change (2002)
- Robustness (2008)